# レダ (小惑星)
レダ (38 Leda) は、小惑星帯に位置する小惑星の一つ。1856年1月12日にフランスの天文学者ジャン・シャコルナクによりパリ天文台で発見された。
ギリシア神話に登場するレーダーにちなみ命名された。木星の衛星レダと同名である。
直径は115.9kmに達し、炭素化合物に富むC型小惑星であるため大変暗い。
2009年10月および2010年3月に熊本県で掩蔽が観測された。